# سيمينول (تكساس)
سيمينول (بالإنجليزية: Seminole)‏ هي مدينة أمريكية تقع في ولاية تكساس.تبلغ مساحة هذه المدينة 8.7 (كم²)،ويبلغ عدد سكانها 6430 نسمة حسب إحصاء سنة 2010 م. تشير إحصاءات سنة 2000م بأن الكثافة السكانية في هذه المدينة تقدر بـ(739.08) نسمة/كم2.

## التركيبة السكانية
حدّد مكتب تعداد الولايات المتحدة بيانات التركيبة السكانية لسيمينول في تعداد الولايات المتحدة. في ما يلي، التركيبة السكانية حسب تعدادي 2000 و2010.

### تعداد عام 2000
بلغ عدد سكان سيمينول 5,910 نسمة بحسب تعداد عام 2000، وبلغ عدد الأسر 2,082 أسرة وعدد العائلات 1,591 عائلة مقيمة في المدينة. في حين سجلت الكثافة السكانية 601.2 نسمة لكل كيلومتر مربع (1,557.1/ميل2). وبلغ عدد الوحدات السكنية 2,337 وحدة بمتوسط كثافة قدره 237.7 لكل كيلومتر مربع (615.6/ميل2).
وتوزع التركيب العرقي للمدينة بنسبة 80.64% من البيض و1.98% من الأمريكيين الأفارقة و0.98% من الأمريكيين الأصليين و0.29% من الأمريكيين ذوي الأصول الآسيوية و0.02% من سكان جزر المحيط الهادئ و13.52% من الأعراق الأخرى و2.57% من عرقين مختلطين أو أكثر و39.59% من الهسبانيون أو اللاتينيون من أي عرق.
بلغ عدد الأسر 2,082 أسرة كانت نسبة 45.4% منها لديها أطفال تحت سن الثامنة عشر تعيش معهم، وبلغت نسبة الأزواج القاطنين مع بعضهم البعض 61.6% من أصل المجموع الكلي للأسر، ونسبة 11.2% من الأسر كان لديها معيلات من الإناث دون وجود شريك، بينما كانت نسبة 3.6% من الأسر لديها معيلون من الذكور دون وجود شريكة وكانت نسبة 23.6% من غير العائلات. تألفت نسبة 21.8% من أصل جميع الأسر من عدة أفراد يعيشون في نفس المنزل ونسبة 10.2% كانت تتألف من شخص يعيش بمفرده يبلغ من العمر 65 عاماً أو أكثر. وبلغ متوسط حجم الأسرة المعيشية 2.79، أما متوسط حجم العائلات فبلغ 3.28.
بلغ العمر الوسطي للسكان 32.3 عاماً. وكانت نسبة 31.9% من القاطنين تحت سن الثامنة عشر، وكانت نسبة 8.7% بين الثامنة عشر والرابعة والعشرين عاماً، ونسبة 27% كانت واقعةً في الفئة العمرية ما بين الخامسة والعشرين والرابعة والأربعين عاماً، ونسبة 19% كانت ما بين الخامسة والأربعين والرابعة والستين، ونسبة 11.9% كانت ضمن فئة الخامسة والستين عاماً فما فوق. يوجد لكل 100 أنثى 92.6 ذكر، ويوجد لكل 100 أنثى في الثامنة عشر من عمرها فما فوق 89.6 ذكر.
بلغ متوسط دخل الأسرة في المدينة 32,063 دولارًا، أما متوسط دخل العائلة فبلغ 36,019 دولارًا. وكان متوسط دخل الذكور 31,563 دولارًا مقابل 17,010 دولارًا للإناث. وسجل دخل الفرد الخاص بالمدينة 14,624 دولارًا. وكانت نسبة 14.6% من العائلات ونسبة 18.2% من السكان تحت خط الفقر، وكان من هؤلاء نسبة 24.3% تحت سن الثامنة عشر ونسبة 13.4% في الخامسة والستين من العمر وما فوق.

### تعداد عام 2010
بلغ عدد سكان سيمينول 6,430 نسمة بحسب تعداد عام 2010، وبلغ عدد الأسر 2,275 أسرة وعدد العائلات 1,725 عائلة مقيمة في المدينة. في حين سجلت الكثافة السكانية 654.1 نسمة لكل كيلومتر مربع (1,694.1/ميل2). وبلغ عدد الوحدات السكنية 2,506 وحدة بمتوسط كثافة قدره 254.9 لكل كيلومتر مربع (660.2/ميل2).
وتوزع التركيب العرقي للمدينة بنسبة 81.88% من البيض و1.77% من الأمريكيين الأفارقة و0.53% من الأمريكيين الأصليين و0.48% من الأمريكيين ذوي الأصول الآسيوية و13.02% من الأعراق الأخرى و2.32% من عرقين مختلطين أو أكثر و40.73% من الهسبانيون أو اللاتينيون من أي عرق.
بلغ عدد الأسر 2,275 أسرة كانت نسبة 42.2% منها لديها أطفال تحت سن الثامنة عشر تعيش معهم، وبلغت نسبة الأزواج القاطنين مع بعضهم البعض 58.9% من أصل المجموع الكلي للأسر، ونسبة 12% من الأسر كان لديها معيلات من الإناث دون وجود شريك، بينما كانت نسبة 4.9% من الأسر لديها معيلون من الذكور دون وجود شريكة وكانت نسبة 24.2% من غير العائلات. تألفت نسبة 21.7% من أصل جميع الأسر من عدة أفراد يعيشون في نفس المنزل ونسبة 7.9% كانت تتألف من شخص يعيش بمفرده يبلغ من العمر 65 عاماً أو أكثر. وبلغ متوسط حجم الأسرة المعيشية 2.79، أما متوسط حجم العائلات فبلغ 3.26.
بلغ العمر الوسطي للسكان 31.4 عاماً. وكانت نسبة 30.8% من القاطنين تحت سن الثامنة عشر، وكانت نسبة 9.4% بين الثامنة عشر والرابعة والعشرين عاماً، ونسبة 25.5% كانت واقعةً في الفئة العمرية ما بين الخامسة والعشرين والرابعة والأربعين عاماً، ونسبة 22.5% كانت ما بين الخامسة والأربعين والرابعة والستين، ونسبة 11.7% كانت ضمن فئة الخامسة والستين عاماً فما فوق. وتوزع التركيب الجنسي للسكان بنسبة 48.8% ذكور و51.2% إناث.

## المناخ
يظهر الجدول التالي التغييرات المناخية على مدار السنة لسيمينول:
{{بيانات منطقة مناخية
| location = سيمينول
|width=auto
|single line = Y
| Jan record high F  =83
| Feb record high F  =88
| Mar record high F  =95
| Apr record high F  =99
| May record high F  =109
| Jun record high F  =114
| Jul record high F  =113
| Aug record high F  =109
| Sep record high F  =106
| Oct record high F  =102
| Nov record high F  =89
| Dec record high F  =83
|Jan high F = 56.6
|Feb high F = 61.3
|Mar high F = 69.0
|Apr high F = 78.2
|May high F = 85.6
|Jun high F = 93.1
|Jul high F = 94.1
|Aug high F = 92.9
|Sep high F = 86.6
|Oct high F = 77.6
|Nov high F = 65.8
|Dec high F = 57.7
|year high F= 76.5
|Jan low F = 26.5
|Feb low F = 29.8
|Mar low F = 35.9
|Apr low F = 44.8
|May low F = 53.9
|Jun low F = 62.7
|Jul low F = 65.6
|Aug low F = 64.5
|Sep low F = 58.0
|Oct low F = 47.1
|Nov low F = 35.0
|Dec low F = 28.0
|year low F= 46.0
| Jan record low F  = -9
| Feb record low F  = -23
| Mar record low F  = 8
| Apr record low F  = 20
| May record low F  = 28
| Jun record low F  = 44
| Jul record low F  = 50
| Aug record low F  = 51
| Sep record low F  = 34
| Oct record low F  = 20
| Nov record low F  = 5
| Dec record low F  = -1
|precipitation colour=green
|Jan precipitation inch = 0.58
|Feb precipitation inch = 0.70
|Mar precipitation inch = 0.76
|Apr precipitation inch = 0.99
|May precipitation inch = 2.22
|Jun precipitation inch = 2.02
|Jul precipitation inch = 2.20
|Aug precipitation inch = 1.97
|Sep precipitation inch = 2.37
|Oct precipitation inch = 1.57
|Nov precipitation inch = 0.71
|Dec precipitation inch = 0.62
|year precipitation inch= 16.72
| Jan snow inch  =2.2
| Feb snow inch  =2.0
| Mar snow inch  =1.1
| Apr snow inch  =0.3
| May snow inch  =0.0
| Jun snow inch  =0.0
| Jul snow inch  =0.0
| Aug snow inch  =0.0
| Sep snow inch  =0.0
| Oct snow inch  =0.0
| Nov snow inch  =0.8
| Dec snow inch  =1.7
| year snow inch =8.2
|source 1 = Western Regional Climate Center
|date=August 2018

## أعلام
- تانيا تاكر
- بوب مكاي
- لا كوستا